# Medard (Glan)
Medard ist eine Ortsgemeinde im Landkreis Kusel in Rheinland-Pfalz. Sie gehört der Verbandsgemeinde Lauterecken-Wolfstein an.

## Geographie
Medard liegt am Fluss Glan in der Westpfalz. Im Südwesten befindet sich Lauterecken und nordöstlich liegt Odenbach. Der Ort ist von Anhöhen mit Streuobstwiesen umgeben. Von Medard aus sind Wandersport und Kanufahrten auf dem Glan möglich.

## Geschichte
Am Ort gibt es eine keltische Fluchtburg, Burg Medard. Später lebten hier auch Römer. In den 1970er Jahren sind im Bereich der Kirche die Reste der größten Villa rustica in der Westpfalz ausgegraben worden. Der Ort wurde urkundlich erstmals im Jahre 1156 als „curia sancti Medardi“ erwähnt. Namensgeber ist der Heilige Medardus. Zwei Trichteröfen zur Kalkherstellung waren zwischen 1820 und 1900 in Betrieb.
1816 bis 1866 gehörte Medard zum Oberamt Meisenheim der Landgrafschaft Hessen-Homburg und kam mit diesem 1866 zu Preußen. Die Glantalbahn führt seit dem 19. Jahrhundert durch den Ort.

## Politik

### Gemeinderat
Der Gemeinderat in Medard besteht aus acht Ratsmitgliedern, die bei der Kommunalwahl am 9. Juni 2024 in einer Mehrheitswahl gewählt wurden, und dem ehrenamtlichen Ortsbürgermeister als Vorsitzendem. Bis 2014 gehörten dem Gemeinderat zwölf Ratsmitglieder an.

### Bürgermeister
Thomas Müller wurde am 10. Juli 2024 Ortsbürgermeister von Medard. Bei der Direktwahl am 9. Juni 2024 war er als einziger Bewerber mit einem Stimmenanteil von 52,2 % für fünf Jahre gewählt worden.
Müllers Vorgänger Albert Graf hatte das Amt 2009 übernommen und war bei der Wahl 2024 nicht erneut angetreten.

## Evangelische Kirche
Die  romanische Kirche im Ort ist heute evangelisch. Sie steht an der Stelle einer dort vermutlich vorher vorhandenen Kapelle. Im Chorbogen stehen die Jahreszahlen 1262 und 1597. Turm und Teile des Mittelschiffes sind aber mit Sicherheit älter als 1262. Mehrfach fanden Veränderungen an der Kirche statt, besonders eingreifende in den Jahren 1592 bis 1597. Vielleicht wurden damals auch die beiden Seitenschiffe angebaut; auch wurden damals vermutlich aus jeder der beiden Seitenwände des Mittelschiffes zwei Zwischenpfeiler herausgenommen, um im Sinne der reformierten Tradition den Raum als Predigtkirche zu vereinheitlichen. Der Chor, baufällig geworden, wurde 1887 abgebrochen und durch einen Neuen ersetzt.

## Wirtschaft und Infrastruktur
Durch den Ort verläuft die Bundesstraße 420. Er erhielt 1896 durch Eröffnung der als unmittelbare Fortsetzung der Lautertalbahn gebauten Strecke Lauterecken–Odernheim Anschluss an das Eisenbahnnetz. Dieses Teilstück ging 1904 in der in dem Jahr vollständig eröffneten Glantalbahn auf, die jedoch inzwischen stillgelegt ist. Auf ihr findet für Ausflügler ein Draisinenverkehr statt. In Lauterecken ist ein Bahnhof der Lautertalbahn. Größter Arbeitgeber im Ort ist das 1999 gegründete, mittelständische, inhabergeführte Fassadenbau-Unternehmen IGM mit rund 120 Mitarbeitern und Mitarbeiterinnen.

## Söhne des Ortes
- August Glück (1852–1914), Musiklehrer, Pianist, Organist und Komponist
- Karl Hoffmann (1885–1941), Mediziner